# Automatgevär

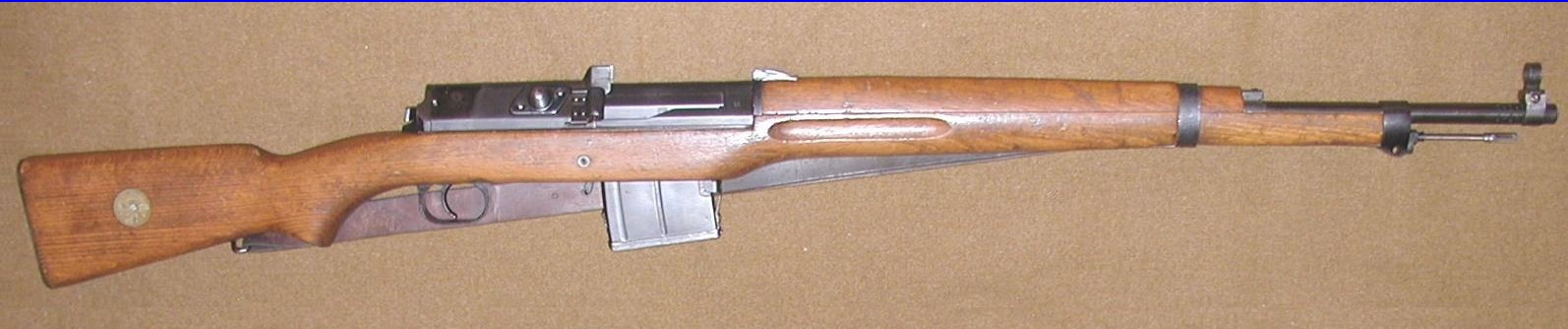
Automatgevär m/42

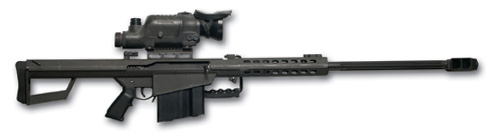
Barrett M82A1 med AN/PVS-10 dag/nattoptik.

Automatgevär är i svensk terminologi ett magasinsladdat gevär som avfyrar en enda kula varje gång avtryckaren trycks in, automatiskt kastar ut den använda hylsan, matar in en ny patron från dess magasin och är omedelbart klar att avfyra ett nytt skott. Andra benämningar är självladdande gevär eller halvautomatiska, det senare eftersom helautomatiska vapen - automatkarbiner och kulsprutegevär - så länge avtryckaren hålls in förutom att ladda om även avfyrar automatiskt och därigenom startar cykeln på nytt. Det finns ett antal olika mekanismer som oftast får sin kraft från explosionen av krutet i patronen som också avfyrar kulan, t.ex. gaslås. Historiskt sett är den självladdande designen efterföljaren till repetergeväret, som lagrade ett antal patroner i vapnet, men krävde manuell omladdning av en ny patron innan varje skott. Automatisk laddning av nästa kula möjliggör högre eldhastighet. Magasinet i ett halvautomatiskt gevär är oftast av en boxtyp som sticker ut undertill och matar patroner vertikalt in i mekanismen. Dessa kan vara fasta (som med M1 Garand) i vilket fall patroner laddas från toppen av vapnet med slutstycket tillbakalåst. Vissa modeller använder ett horisontellt rörmagasin liknande vapen med bygelmekanism och pumpmekanism, som kan vara placerat under pipan eller i kolven. De flesta moderna konstruktioner använder ett löstagbart magasin som tas bort för omladdning. 
Militärt hade automatgevären sin storhetstid under andra världskriget och i viss mån Korea- och Vietnamkriget med de ryska SVT-40 och SKS och de amerikanska M1 carbine och M1 Garand som typexempel. Under 1950- och 1960-talet ersattes de efterhand av automatkarbiner, men lever kvar dels som ceremoniella vapen, dels inom skarpskytte där Dragunov SVD är ett gott exempel och dels i grövre kalibrar som 12,7 mm för ammunitionsröjning och antimateriellt bruk.
Även civilt är automatgevär populära då de finns både som hagel- och kulgevär, vilket gör dem användbara som jaktvapen och förstärkningsvapen åt polisstyrkor.

## Automatgevär i svenska försvarsmakten
6,5 mm Automatgevär m/42 (Ljungman) togs fram under andra världskriget och började 1964 bytas ut mot Ak 4. Idag har svenska försvarsmakten Automatgevär 90 (Ag 90), som är det svenska namnet på prickskyttegeväret Barrett M82A1. 